# Ragnhild Hennum
Ragnhild Helene Hennum, född 11 juni 1967, är en norsk jurist. Hon är professor i offentlig rätt och direktör för Norsk senter for menneskerettigheter, ett tvärvetenskapligt forskningscenter vid Juridiska fakulteten vid Universitetet i Oslo. Hon är från 2017 även ordförande i Norges kvinnelobby. Hennum var prorektor vid Universitetet i Oslo från 2014 till 2017 och vicerektor från 2009 till 2014; hon tjänstgjorde tillsammans med rektorn Ole Petter Ottersen.
Hennums forskningsområden är straffrätt, straffrättsliga förfaranden och rättssociologi, och hon är expert på sexuella övergrepp mot barn, sexuellt våld i allmänhet och tvångsäktenskap. Hon har varit medlem av flera regeringsutsedda expertkommissioner inom våld och straffrätt. Hennum är styrelseordförande för Universitetet i Oslos dotterbolag Unirand, styrelseledamot i Oslo Vetenskapspark, biträdande styrelseledamot i Lovdata och styrelseordförande i Oslo kvinnojour.